# Jurica Golemac
Jurica Golemac,  né le 29 mai 1977, à Zagreb, en République socialiste de Croatie, est un joueur puis entraîneur slovène de basket-ball. Il évolue au poste d'ailier fort.

## Palmarès
- Coupe de Slovénie 2000, 2001, 2002
- Coupe d'Israël 2007
- EuroCup Challenge 2006
- Ligue adriatique 2002
- Champion de Turquie 2003